# Banja Luka (region)
Region Banja Luka je jeden z regionů Republiky srbské v Bosně a Hercegovině.

## Charakteristika regionu
Tento region je největším regionem v celé Republice srbské a jeho hlavním městem je stejně jako celé entity Banja Luka. Většina jeho území je hornatá, na severu u řeky Sávy se ale nachází úrodná nížina. Největším pohořím je zde Kozara, protékají tudy řeky Vrbas a Sana, obě se vlévají na chorvatských hranicích do Sávy. Hlavní silniční spoje jsou mezi hranicí s Chorvatskem a Banjou Lukou, regionem také prochází železnice z města Bosanski Novi přes Banju Luku do Doboje.

## Významná města
- Banja Luka (hlavní)
- Prijedor
- Bosanski Novi
- Kotor Varoš
- Laktaši (lázně)